# South African Renewable Energy Council
Das  South African Renewable Energy Council (abgekürzt: SAREC; deutsch etwa: „Südafrikanischer Rat für Erneuerbare Energien“) ist ein im Juni 2012 gegründeter südafrikanischer Industrieverband zur Unterstützung von und Information über Erneuerbaren Energien. Mitglieder können gemäß der Satzung jede Art von Industrievereinigungen sein, die auf diesem Gebiet tätig sind. Der Sitz der Organisation befindet sich im Johannesburger Stadtteil Parkwood.

## Mitglieder
Gründungsmitglieder des South African Renewable Energy Council sind die Industrievereinigungen:
- South African Wind Energy Association (SAWEA),
- South African Photovoltaic Association (SAPVIA),
- Southern Africa Solar Thermal and Electricity Association (SASTELA) und
- Sustainable Energy Society of Southern Africa (SESSA).[2]

Als weiteres Mitglied wurde die Solar Thermal Association of Southern Africa (STASA) aufgenommen.

## Satzungsziele
Die Hauptaufgabe nach den Satzungsbestimmungen der Organisation besteht in der Beförderung und Öffentlichkeitsarbeit aller Anliegen des Sektors der Erneuerbaren Energien in Südafrika. Das SAREC versteht sich als Schirmorganisation seiner Mitglieder. Zu den satzungsgemäßen Zielen gehören im Einzelnen:
- als einheitlicher Vertreter und mit gemeinsamer Stimme aufzutreten;
- als kollektive Kraft ihrer Interessen die regulatorischen und politischen Rahmenbedingungen zum Nutzen des Landes zu beeinflussen;
- gemeinsam auf den Abbau von Barrieren für die Erneuerbaren Energien hinzuwirken;
- die Bereitstellung von Fachwissen für die Ausgestaltung der Energiepolitik;
- die Vernetzung mit internationalen Partnern und der Regierung Südafrikas zur Förderung der Erneuerbaren Energien in Hinblick auf den Klimawandel;
- die Förderung des Bewusstseins für eine Kostenoptimierung bei der Erzeugung der Erneuerbaren Energien im privaten und öffentlichen Sektor, einschließlich ihrer Erzeugung, der Technologieentwicklung und verwandter Bereiche;
- die Zusammenarbeit mit allen relevanten internationalen Partnern sowie dem Umweltprogramm der Vereinten Nationen, NEPAD, der African Development Bank, der International Energy Agency und der International Renewable Energy Agency;
- die Zusammenarbeit mit weiteren südafrikanischen Organisationen, die in den Bereichen Klimaschutz sowie nachhaltiger Entwicklungen tätig sind, einschließlich der Privatwirtschaft und der Zivilgesellschaft, um gemeinsame Ziele und Interessen zu fördern;
- die Interessensvertretung aller Anliegen der Erneuerbaren Energien bei zuständigen Behörden und anderen Einrichtungen;
- die Beförderung der Forschung auf Feldern, die für die Erneuerbaren Energien von Bedeutung sind sowie die Publizierung von Forschungsergebnissen;
- die Zusammenarbeit mit regionalen und internationalen Medien;
- die Förderung von Spitzenleistungen und naher Bereiche;
- die Bereitstellung von Informationen über Erneuerbare Energien für die Regierung, die Medien und die interessierte Öffentlichkeit sowie
- die Bereitstellung von Informationen für die Mitglieder.

## Hintergrund
Die südafrikanische Regierung erstellte 1998 das erste und 2003 das zweite White Paper on Renewable Energy zur Gründung und Förderung ihrer Politik der Erneuerbaren Energien. Dabei waren Erzeugungstechnologien auf der Basis von Sonnen-, Wasser-, Biomasse- und Windenergie inbegriffen. In einem zehnjährigen Planungszeitraum sollte der Energieerzeugermix sowie die Trinkwasserproduktion mit öffentlichen Mitteln, steuerlichen Anreizen und durch eine vorteilhafte Investitionsförderungspolitik verbessert werden. Diesen beiden Arbeitsmaterialien folgte 2011 das National Climate Change Response Policy White Paper.
Im Rahmen dieser Politikziele entstand Ende 2010 das Renewable Energy Independent Power Producer Procurement Programme (REIPPPP), die vom Energieministerium (Department of Energy, DoE) in Verbindung mit dem Finanzministerium und der Development Bank of Southern Africa (DBSA) geschaffen wurde. Daraufhin wurde 2011 die beabsichtigte Gründung des South African Renewable Energy Council öffentlich angekündigt. Südafrika ist mit seinen Anstrengungen zur Nutzung von Erneuerbaren Energien im südlichen Afrika im Vergleich zu seinen Nachbarländern deutlich im Vorsprung.
In Übereinstimmung mit der politischen Zielsetzung zum Übergang in eine CO2-reduzierte nationale Wirtschaft hat der im Mai 2011 erlassene Integrated Resource Plan (IRP 2010) ein ambitioniertes Ziel gesetzt. Demnach sollen 17.800 MW erneuerbarer Energie bis 2030 bei der Stromversorgung erreicht werden. Als erste Stufe im 20-jährigen Planungsabschnitt sollen bis 2019 etwa 5000 MW erzeugt werden, weitere 2000 MW sollen bis 2020 folgen. Die Umsetzung des IRP 2010 erfolgt durch ministerielle Steuerungsvorgaben, die auf dem Electricity Regulations Act No. 4 of 2006 beruhen. Schon im Jahr 2017 wurden 6422 MW Strom von 112 unabhängigen Energieerzeugern (Renewable Energy Independent Power Producers – IPPs) produziert. Davon waren bis Ende Juni 2017 3162 MW Stromerzeugungskapazität aus 57 IPP-Projekten an das nationale Stromnetz angeschlossen.
Südafrika gehört zu den Signaturstaaten des Kyoto-Protokolls. Auf Grund seiner geografischen Lage bestehen auf seinem Territorium große Potenziale für die Gewinnung von Sonnen- und Windenergie. Das Land erzielt durchschnittlich 2500 Stunden Sonneneinstrahlung pro Jahr mit einer Energiemenge von 4,5 bis 6,5 kWh pro Quadratmeter am Tag.
Neben der nationalen Energiepolitik hat besonders die Provinz Western Cape mit einem Rahmenplan aus dem Jahre 2013 auf das Erfordernis der CO2-Reduzierung reagiert, der unter dem Begriff Green Economy Strategy Framework bekannt wurde und veränderte, nachhaltige Lebensweisen unter der Bevölkerung propagiert, die auch Energiefragen berücksichtigen.